# Agdenes
Agdenes è un ex comune norvegese della contea di Sør-Trøndelag. Dal 1º gennaio 2020 è stato unito ai comuni di Meldal e Orkdal per formare il comune di Orkland.